# ماركو أنطونيو مينا رودريغيز
ماركو أنطونيو مينا رودريغيز هو سياسي مكسيكي، ولد في 1968 في ولاية تلاكسكالا في المكسيك. نشط حزبياً في الحزب الثوري المؤسساتي. وقد انتخب Governor of Tlaxcala ‏ وقد انضم خلال فترته النيابية ‏ للكتلة البرلمانية الحزب الثوري المؤسساتي.